# Nyedzi Kpokpoya
Nyedzi Kpokpoya (Saint-Brieuc, 3 dicembre 1976 – Marsiglia, 13 novembre 2024) è stata una cestista francese.

## Carriera
Con la Francia disputò i Campionati europei del 1995.